# Interactive Brokers
Interactive Brokers LLC (IB) est un courtier en ligne fondé aux États-Unis. Il s’agit d'une des plus importantes compagnies de courtage en ligne du marché américain. L'entreprise est aussi l'un des pionniers de la numérisation du trading.
Interactive Brokers propose différents véhicules d'investissement et marchés tels que les actions, les options, les futures, l'EFP, le forex, les bonds ou encore les CFD. Le siège d'Interactive Brokers se trouve à Greenwich dans le Connecticut.

## Histoire

### 1977 à 1993
En 1977, Thomas Perterffy quitte son métier d’ingénieur et achète un siège à l’AMEX. L’année suivante il crée sa première compagnie nommée T.P. & Co. afin de pouvoir étendre ses activités de trading.
À l’époque les traders utilisent un système d’enchère public. Peterffy développe alors des algorithmes afin de déterminer les meilleurs prix d'achat et les utilise au quotidien. La société est ainsi la première à utiliser quotidiennement des grilles d’indicateurs afin de déterminer la juste valeur des actions.
En 1979, l’entreprise se développe et recrute 4 traders sur l’AMEX. En 1982 Peterffy renomme la société en Timber Hill inc. 
En novembre 1983, Peterffy, qui transmet ses ordres sur papier à ses traders, arrive à convaincre les autorités financières à autoriser les ordinateurs.
Peterffy a donc joué un rôle important dans l’informatisation des marchés d’échanges. En 1983, alors que les traders ont accès à des grilles d’indicateurs de prix actualisées une à deux fois par jour, Peterffy implémente sur le Chicago Board Options Exchanges (CBOE) un ordinateur qui permet aux traders d'obtenir des recommandations en temps réel.
Il se confronte cependant à de nombreux obstacles en particulier lorsqu’il amène pour la première fois des écrans sur le parquet. On lui reproche d'abord la taille des écrans. Il va alors réduire leur taille mais ce sont cette fois les outils électroniques d’analyse technique qui sont interdits. Bloqué par le CBOE il part en recherche d'autres marchés susceptibles de le laisser utiliser ses outils informatisés de trading.
1983 marque aussi une nouvelle phase dans l’expansion de Timber Hill qui passe à 12 employés. La société commence alors à trader sur le Philadelphia Stock Exchange.  
En 1984, Timber Hill commence à développer un système informatisé pour indexer les futures. En février 1985 le système de Timber Hill est mis en ligne. Il permet alors principalement d’accéder aux prix en temps réel et de faire du management de risque sur un portefeuille. 
En 1985, Peterffy continue sur sa lancée et introduit un système de trading informatisé au NYSE qui l’y autorise. Il ne peut cependant l'utiliser que dans des cabines isolées à quelques mètres du parquet où se font les transactions. Pour faciliter la lecture et permettre des transactions rapides Perteffy fait alors développer des codes de couleur visibles de loin permettant de déterminer les actions de trading à opérer. Les autorités, ayant peur d’avoir permis l’installation d’un système permettant le délit d'initié, demandent à Peterffy de ne pas tourner les écrans vers le parquet. En réponse à ce nouveau contretemps, l'équipe invente alors un système de langage des signes pour permettre à ses traders de communiquer malgré tout. A terme, les ordinateurs finirent par être acceptés directement sur le parquet.
Après une expansion rapide, Timber Hill emploie en 1987, 70 employés. Peterffy devient le sauveur du marché des options sur le S&P500 qui est alors à deux doigts d’être fermé par le CBOE en raison d'un trop faible volume échangé. Il promet un taux d’échange important si les ordinateurs sont acceptés pour le trading. Les autorités accèdent à sa requête et lui laissent un an pour redresser le volume d'échange. L'opération est un succès. Il s’agit d'ailleurs aujourd’hui d’un des marchés les plus actifs dans le monde.
En 1990 Timber hill s’implante en Allemagne. L’entreprise compte alors 142 employés.
Peterfy est le père du premier algorithme de trading automatique. Créé en 1987, il s'agissait d'un ordinateur IBM qui pouvait extraire des données d’un terminal NASDAQ. Il pouvait exécuter des ordres automatiquement. Immédiatement bannie par le NASDAQ après inspection, l’équipe de Peterffy dû s'accommoder d’une nouvelle règle: celle de ne pouvoir réaliser une transaction que manuellement. Ils développèrent alors un système de caméra lisant l’écran et de doigts mécaniques qui passaient les ordres.

### 1993 à 2000
La naissance d’Interactive Brokers Group (IBG) date de 1993 aux États-Unis. L’objectif de ce nouveau courtier en ligne est de donner accès aux outils et services développés par Timber Hill aux différents investisseurs à travers le monde. Dès 1994 Timber Hill s’implante aussi en Europe et notamment à Londres. Rapidement, en 1995, est créé Timber Hill France S.A. qui commence le trading sur un marché subsidiaire de l’Euronext.
En 1999, Timber Hill S.A. compte 284 employés. La société refuse une proposition de rachat par Goldman Sachs. Interactive Brokers (U.K.) Limited est créé en 2000 par Timber Hill S.A. et devient mainteneur de marché principal sur l’ISE.

### 2001 à aujourd'hui

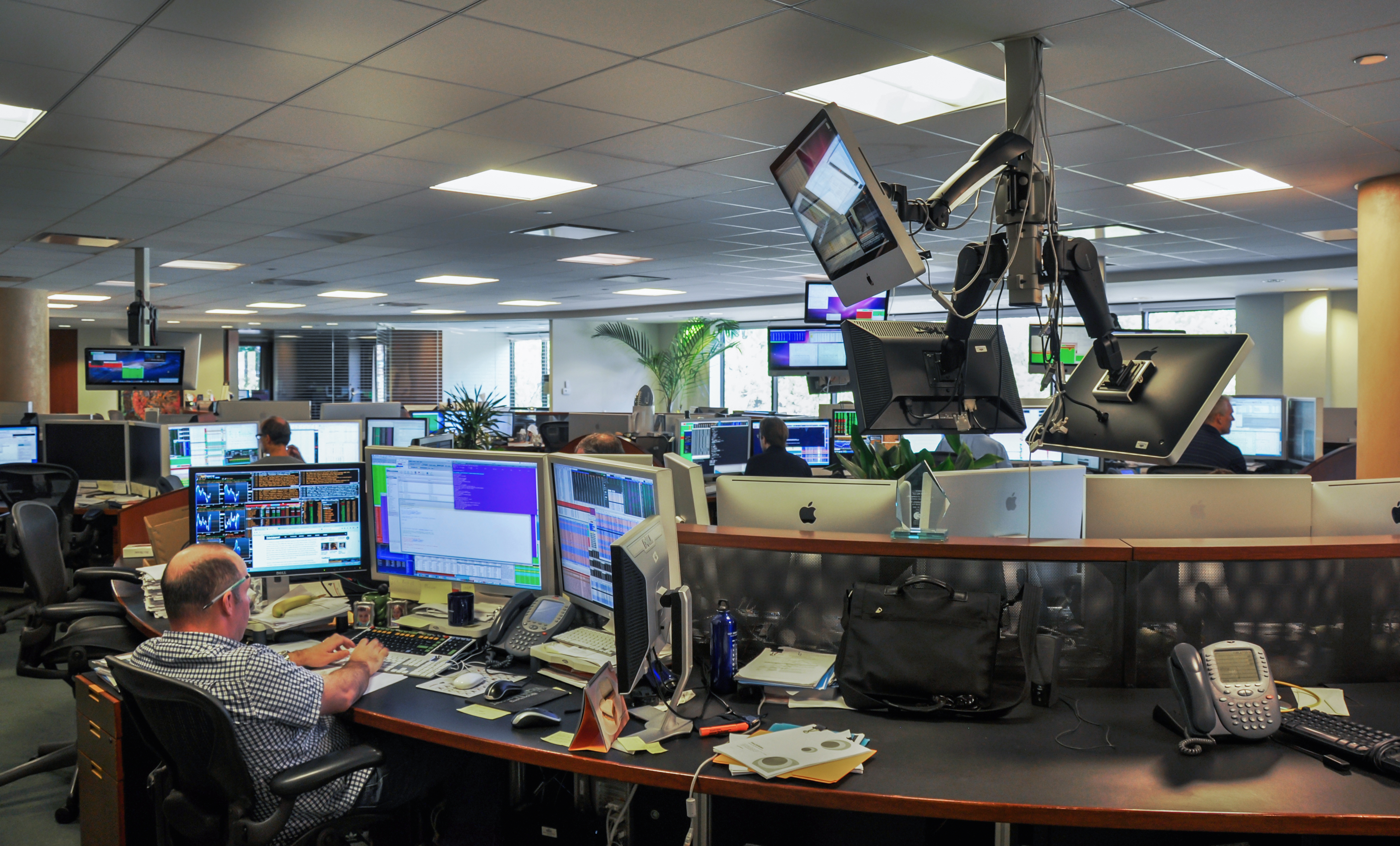
Bureaux de Trading d'IB

En 2001, le nom de l’entreprise devient Interactive Brokers Group LLC. L’entreprise gère alors plus de 200 000 ordres au quotidien. En 2007, IBG est introduit en bourse et vend plus de 40 millions de parts au NASDAQ à 30,01$ par action.
En 2008 la société lance Risk Navigator, un logiciel en temps réel permettant de gérer le risque. En 2015, IB crée le service Investors' Marketplace qui propose à ses clients de trouver des investisseurs et d'autres fournisseurs et sociétés de services de l'industrie financière.
En 2018, Interactive Brokers est le premier courtier en ligne américain par le nombre moyen d'ordres exécutés par jour, qui atteint 695 000.